# Carmen Machi
María del Carmen Machi Arroyo (Madrid, 7 de janeiro de 1963) é uma actriz espanhola. É especialmente conhecida por interpretar à personagem de Aída, na série televisiva homónima.
A família do seu pai era de Génova e criou-se em Getafe. Depois de anos no teatro, Luis San Narciso deu-lhe a oportunidade trabalhar para a série 7 vidas. Cinco anos depois, Telecinco decide fazer desta série uma sit-com protagonizada por ela: Aída

## Filmografia
- Mañana es hoy (2022)
- Los abrazos rotos (2009)
- Lo mejor de mí (2007)
- Lo que sé de Lola (2006)
- El sueño de una noche de San Juan (2005)
- Un rey en la Habana (2005)
- Vida y color (2005)
- Escuela de seducción (2004)
- Torremolinos 73 (2003)
- Descongélate (2003)
- El caballero Don Quijote (2002)
- Hable con ella (2002)
- Sin vergüenza (2001)
- Para pegarse un tiro (2000)
- Shacky Carmine (1999)
- Lisa (1998)

## Televisão
- Aída (2005-2009)
- 7 vidas (2000-2005)

## Internet
- Lo Que Surja (2007)

## Teatro
Leva trabalhando desde os 17 anos, e começou fazendo teatro na companhia La Abadía. Algumas das obras que representou foram: 
- María Sarmiento
- El mercader de venecia.
- Retablo de la avaricia
- La lujuria y la muerte
- 5 mujeres.com
- Roberto Zucco
- Auto (2007).
- La tortuga de Darwin (2008-).

## Prêmios

### Premios Ondas
- Melhor intérprete feminina em ficção nacional, por Aída, 2008

### Premios ATV
- Melhor actriz de serie, por Aída, 2007
- Nominada 2006 e 2004

### Fotogramas de Plata
- Melhor actriz de TV, por Aída, 2007, 2005
- Melhor actriz de TV, por 7 vidas, 2004
- Nominada, 2006

### Premios TP de Oro
- Melhor actriz de TV, por Aída, 2007, 2005
- Nominada, 2006

### Premios de la Unión de Actores
- Mejor actriz protagonista de TV, 2005, 2004
- Mejor actriz sexondária de TV, 2000
- Nominada, Melhor actriz secondária de TV, 2001
- Nominada, Melhor actriz protagonista de teatro, La tortuga de Darwin, 2008

### Premios Max
- Nominada, Melhor actriz protagonista de teatro, La tortuga de Darwin, 2008

### Premios Valle Inclán de Teatro
- Nominada, Melhor actriz protagonista de teatro, La tortuga de Darwin, 2008